# John Korty
John Korty (Lafayette, 22 luglio 1936 – Point Reyes Station, 9 marzo 2022) è stato un regista, montatore e sceneggiatore statunitense.

## Carriera
Attivo soprattutto in ambito televisivo, ha diretto lo spin-off L'avventura degli Ewoks. Ha ricevuto il premio Oscar per il migliore documentario per Who Are the DeBolts? And Where Did They Get Nineteen Kids?.

## Filmografia parziale

### Regista
- Breaking the Habit (1964)
- The Crazy-Quilt (1966)
- Funnyman (1967)
- Alice: I giorni della droga (1973)
- Who Are the DeBolts? And Where Did They Get Nineteen Kids? (1977)
- Forever (1978)
- Oliver's Story (1978)
- Twice Upon a Time (1983)
- L'avventura degli Ewoks (The Ewok Adventure) - Film TV (1984)
- A Deadly Business (1986)
- Un posto per riposare (Resting Place) (1986)
- Eye on the Sparrow (1987)
- Baby Girl Scott (1987)
- They (1993)
- Getting Out (1994)
- Redwood Curtain (1995)
- Ms. Scrooge (1997)
- Oklahoma City: A Survivor's Story (1998)
- A Gift of Love: The Daniel Huffman Story (1999)

### Sceneggiatore
- The Crazy-Quilt (1966)
- Funnyman (1967)
- The Music School (1974)
- Farewell to Manzanar (1976)
- A Christmas Without Snow (1980)
- Twice Upon a Time (1983)

### Montatore
- The Crazy-Quilt (1966)